# Liste des monuments nationaux du Boyacá
Cet article liste les monuments nationaux du Boyacá, en Colombie. Au 25 septembre 2013, 66 monuments nationaux étaient recensés dans ce département.

## Patrimoine matériel
| Code national | Monument | Municipalité(s)     | Adresse                            | Coordonnées                        | Date      | Illustration |
| ------------- | --- | ------------------- | ---------------------------------- | ---------------------------------- | --------- | --- |
|               | Chapelle doctrinale Belén de Cerinza | Belén               |                                    | à géolocaliser                     | 2004      | Image manquante Téléverser |
|               | Chapelle doctrinale Betéitiva | Betéitiva           | Place principale                   | à géolocaliser                     | 2004      | Image manquante Téléverser |
|               | Gare ferroviaire de Chiquinquirá | Chiquinquirá        |                                    | à géolocaliser                     | 1990 1996 | Gare ferroviaire de Chiquinquirá |
|               | Gare ferroviaire d'El Fical | Chiquinquirá        |                                    | à géolocaliser                     | 1996      | Image manquante Téléverser |
|               | Chapelle doctrinale de San Isidro de Chíquiza | Chíquiza            | Place principale                   | à géolocaliser                     | 2004      | Image manquante Téléverser |
|               | Chapelle de Chivatá | Chivatá             |                                    | à géolocaliser                     | 2004      | Chapelle de Chivatá |
|               | Maison où mourut le Général Juan José Reyes Patria | Corrales            |                                    | à géolocaliser                     | 1967      | Image manquante Téléverser |
|               | Chapelle doctrinale de Cucaita Ancien temple des indiens de Cucaita | Cucaita             | Place principale                   | à géolocaliser                     | 2004      | Chapelle doctrinale de CucaitaAncien temple des indiens de Cucaita |
|               | Chapelle doctrinale de Cuítiva | Cuítiva             | Place principale                   | à géolocaliser                     | 2004      | Chapelle doctrinale de Cuítiva |
|               | Gare ferroviaire de Duitama | Duitama             |                                    | à géolocaliser                     | 1996      | Image manquante Téléverser |
|               | Gare ferroviaire de Bonza | Duitama             |                                    | à géolocaliser                     | 1996      | Image manquante Téléverser |
|               | Hameau d'Iza | Iza                 |                                    | à géolocaliser                     | 2002      | Hameau d'Iza |
|               | Chapelle de San Antonio | Monguí              |                                    | à géolocaliser                     | 1975      | Image manquante Téléverser |
|               | Centre urbain de Monguí | Monguí              |                                    | à géolocaliser                     | 2005      | Centre urbain de Monguí |
|               | Église de San Francisco et son couvent | Monguí              |                                    | à géolocaliser                     | 1975      | Église de San Francisco et son couvent |
|               | Pont colonial de Calicanto | Monguí              |                                    | à géolocaliser                     | 1975      | Pont colonial de Calicanto |
|               | Chapelle doctrinale de Motavita | Motavita            | Place principale                   | à géolocaliser                     | 2004      | Image manquante Téléverser |
|               | Gare ferroviaire de Belencito | Nobsa               |                                    | à géolocaliser                     | 1996      | Image manquante Téléverser |
|               | Chapelle doctrinale d'Oicatá | Oicatá              |                                    | à géolocaliser                     | 2004      | Chapelle doctrinale d'Oicatá |
|               | Gare ferroviaire d'Oicatá | Oicatá              |                                    | à géolocaliser                     | 1996      | Image manquante Téléverser |
|               | Casa de hacienda El Salitre | Paipa               |                                    | à géolocaliser                     | 1974      | Casa de hacienda El SalitreLe terme casa de hacienda peut être traduit en français par « maison de maître » (cf un document de l'UNESCO ou des ouvrages tels que Cahiers des sciences humaines, vol. 29, 1993, O.R.S.T.O.M., p. 644). |
|               | Gare ferroviaire de Paipa | Paipa               |                                    | à géolocaliser                     | 1996      | Image manquante Téléverser |
|               | Gare ferroviaire de Soconsuca | Paipa               |                                    | à géolocaliser                     | 1996      | Image manquante Téléverser |
|               | Monument du Pantano de Vargas | Paipa               |                                    | 5° 44′ 15″ nord, 73° 04′ 30″ ouest | 1975      | Monument du Pantano de Vargas |
|               | Cerro El Cangrejo | Paipa               |                                    | à géolocaliser                     | 1975      | Cerro El Cangrejo |
|               | Couvent du désert de La Candelaria | Ráquira             |                                    | à géolocaliser                     | 1998      | Couvent du désert de La Candelaria |
|               | Gare ferroviaire de Saboyá | Saboyá              |                                    | à géolocaliser                     | 1996      | Gare ferroviaire de Saboyá |
|               | Gare ferroviaire de Garavito | Saboyá              |                                    | à géolocaliser                     | 1996      | Image manquante Téléverser |
|               | Ancienne forge de Samacá | Samacá              |                                    | à géolocaliser                     | 1998      | Image manquante Téléverser |
|               | Gare ferroviaire de Samacá | Samacá              |                                    | à géolocaliser                     | 1996      | Image manquante Téléverser |
|               | Gare ferroviaire de Tierranegra | Samacá              |                                    | à géolocaliser                     | 1996      | Image manquante Téléverser |
|               | Chapelle doctrinale de Siachoque | Siachoque           |                                    | à géolocaliser                     | 2004      | Image manquante Téléverser |
|               | Église de Socha Viejo | Socha               | Corregimiento Socha Viejo          | à géolocaliser                     | 1980      | Image manquante Téléverser |
|               | Gare ferroviaire de Sogamoso | Sogamoso            |                                    | à géolocaliser                     | 1996      | Image manquante Téléverser |
|               | Pont de Reyes-Boyacá | Sogamoso            |                                    | à géolocaliser                     | 2005      | Image manquante Téléverser |
|               | Théâtre de Sogamoso | Sogamoso            |                                    | à géolocaliser                     | 1996      | Théâtre de Sogamoso |
|               | Chapelle doctrinale de Sora | Sora                |                                    | 5° 33′ 57″ nord, 73° 27′ 00″ ouest | 2004      | Image manquante Téléverser |
|               | Gare ferroviaire de Sotaquirá | Sotaquirá           |                                    | à géolocaliser                     | 1996      | Image manquante Téléverser |
|               | Monastère de Saint Ecce Homo | Sutamarchán         |                                    | à géolocaliser                     | 1998      | Monastère de Saint Ecce Homo |
|               | Gare ferroviaire de Tibasosa | Tibasosa            |                                    | à géolocaliser                     | 1996      | Image manquante Téléverser |
|               | Casa de hacienda Tipacoque | Tipacoque           |                                    | à géolocaliser                     | 1970      | Image manquante Téléverser |
|               | Chapelle doctrinale de Tópaga | Tópaga              |                                    | à géolocaliser                     | 1965      | Image manquante Téléverser |
|               | Pont enjambant le río Gámeza | Tópaga              |                                    | à géolocaliser                     | 2005      | Image manquante Téléverser |
|               | Maison culturelle Gustavo Rojas Pinilla (es) | Tunja               |                                    | 5° 53′ 00″ nord, 73° 36′ 00″ ouest | 1986      | Image manquante Téléverser |
|               | Gare ferroviaire de Germania | Tunja               |                                    | à géolocaliser                     | 1996      | Image manquante Téléverser |
|               | Gare ferroviaire de La Vega | Tunja               |                                    | à géolocaliser                     | 1996      | Image manquante Téléverser |
|               | Gare ferroviaire de Páez Nuevo | Tunja               |                                    | à géolocaliser                     | 1996      | Image manquante Téléverser |
|               | Ancienne gare ferroviaire de Tunja | Tunja               |                                    | à géolocaliser                     | 1996      | Image manquante Téléverser |
|               | Nouvelle gare ferroviaire de Tunja | Tunja               |                                    | à géolocaliser                     | 1996      | Image manquante Téléverser |
|               | Place du marché de Tunja (es) Bâtiment du marché public de Tunja | Tunja               | Calles 20 et 21, Carreras 13 et 14 | 5° 32′ 00″ nord, 73° 22′ 00″ ouest | 1990      | Place du marché de Tunja (es)Bâtiment du marché public de Tunja |
|               | Vieux quartier de Tunja | Tunja               |                                    | à géolocaliser                     | 1959      | Image manquante Téléverser |
|               | Ensemble composé du parc historique, de la pierre de Barreiro, des ruines de l'ancien moulin hydraulique et du secteur de la confrontation principale entre les armées lors de la bataille du pont de Boyacá. | Tunja, Ventaquemada |                                    | à géolocaliser                     | 2006      | Image manquante Téléverser |
|               | Gare ferroviaire de Puente de Boyacá | Tunja               | Corregimiento Puente de Boyacá     | à géolocaliser                     | 2006      | Image manquante Téléverser |
|               | Secteur urbain de Turmequé | Turmequé            |                                    | à géolocaliser                     | 1989      | Secteur urbain de Turmequé |
|               | Chapelle doctrinale de Tuta | Tuta                | Place principale                   | à géolocaliser                     | 2004      | Chapelle doctrinale de Tuta |
|               | Gare ferroviaire de Tuta | Tuta                |                                    | à géolocaliser                     | 1996      | Image manquante Téléverser |
|               | Tuilerie ou Relais de poste | Ventaquemada        | Route de la Campagne libératrice   | à géolocaliser                     | 2006      | Image manquante Téléverser |
|               | Maison historique de Ventaquemada | Ventaquemada        | Route de la Campagne libératrice   | à géolocaliser                     | 1967      | Maison historique de Ventaquemada |
|               | Gare ferroviaire d'Albarracín | Ventaquemada        |                                    | à géolocaliser                     | 1996      | Image manquante Téléverser |
|               | Gare ferroviaire de Páez Viejo | Ventaquemada        |                                    | à géolocaliser                     | 1996      | Image manquante Téléverser |
|               | Gare ferroviaire de Ventaquemada | Ventaquemada        |                                    | à géolocaliser                     | 1996      | Gare ferroviaire de Ventaquemada |
|               | Pont de Boyacá | Ventaquemada        | Route de la Campagne libératrice   | 5° 27′ 02″ nord, 73° 25′ 49″ ouest | 2006      | Pont de Boyacá |
|               | Temple de la liberté | Ventaquemada        | Route de la Campagne libératrice   | à géolocaliser                     | 1986 2006 | Image manquante Téléverser |
|               | Maison où mourut Antonio Nariño | Villa de Leyva      | Carrera 9 10-25                    | à géolocaliser                     | 1961      | Maison où mourut Antonio Nariño |
|               | Vieux quartier de Villa de Leyva | Villa de Leyva      |                                    | à géolocaliser                     | 1954 1959 | Vieux quartier de Villa de Leyva |

## Patrimoine immatériel
| Code national | Monument                    | Municipalité(s) | Adresse | Coordonnées    | Date | Illustration               |
| ------------- | --------------------------- | --------------- | ------- | -------------- | ---- | -------------------------- |
|               | Concours national de bandas | Paipa           |         | à géolocaliser | 2004 | Image manquante Téléverser |